# 리버틴스
리버틴스 (The Libertines)는 피트 도허티와 칼 바랏이 중심이 되어 1997년 결성된 영국 런던 출신의 개러지 록 밴드다. 펑크 록과 60년대 모드를 기반으로 한 강렬한 고옥탄가의 개러지 록을 선보였다.

## 약력
1997년 브루넬 대학에서 연기를 공부하고 있던 칼 바랏이 기숙사 룸메이트였던 피트 도허티의 누나를 통해 피트와 만나며 서로가 자신을 완성시켜줄 수 있고 자신을 이해해주는 유일한 사람이라고 느끼고 밴드를 결성했다. 밴드명은 마르퀴스 드 사드의 소설 '소돔 120일'에서 따왔다고 한다. 도허티는 밴드를 위해 1년 재학한 런던대학교 문학 전공을 자퇴했고, 멤버가 여러차례 바뀐 후 베이시스트 존 하살과 드러머 개리 포웰을 포함한 현재의 라인업이 정해졌다.
몇년 간 다른 밴드를 위한 서포트만을 하며 동네 펍에서만 공연을 하는 것을 이어왔지만 이들의 재능을 높게 산 매니저의 힘겨운 노력을 통해 성공적으로 기획사와 계약을 하고 앨범을 준비하기 시작한다. 2001년, 스트록스와 화이트 스트라입스를 필두로 한 미국의 개러지 록 침공에 위기 의식에 사로잡혀 있던 영국 음악 잡지 사이에서 대항마로 자리잡으면서 2002년 첫 앨범인 Up The Bracket이 좋은 평가를 받으며 판매고와 비평 모두 성공을 거두었다.
그러나 밴드 멤버들 중 특히 피트 도허티의 마약 중독이 심해지고 과도히 바쁜 스케줄로 인해 스트레스를 받아 밴드 멤버들 간 대립이 심해지면서 온갖 가십거리를 양산해내기 시작한다. 결국 이 가십은 피트가 칼의 집을 털고 주먹질까지 해 감옥에 갔다 오며 절정에 달한다. 많은 우여곡절을 겪어 멤버들 간 긴장관계가 점차 치솟았지만 주변 이들의 도움으로 힘겹게 2집 셀프 타이틀 The Libertines까지 녹음을 해내고 발매를 한다. 하지만 결국 이들의 갈등을 견디다 못해 앨범이 발매된 다음 해 2004년, 리버틴스는 해체하고 만다.
이후 피트 도허티는 리버틴스 해체 전부터 준비해오던 프로젝트인 Babyshambles를 이어 밴드를 결성하고 몇 년간 활동을 하고 칼 바랏은 개리 포웰과 함께 Dirty Pretty Things 활동을 한다. 존 하살 또한 Yeti라는 밴드 활동을 했다.
결국 따로따로 길을 가고 말았지만, 최근에 재결합 기미를 보이더니 (피트와 칼은 2007년쯤 만나서 리버틴스 재결합에 대해 이야기를 나눴다고 한다.) 2009년 거의 확정시되어가는 분위기다.
2010년 리딩 페스티벌에서 피트 도허티와 함께 4인조로 공연 한 뒤 재결성하였다. 그 이후 별다른 소식이 없다가 2014년 하이드 파트 BST에서 재결합 공연이 확정되었다.
2015년 리버틴스는 Wilfred Owen의 시 제목에서 이름을 따온 세 번째 음반인 Anthem For Doomed Youth를 발매했다. 그 이후로 현재까지 리버틴스는 재결합을 이어오고 있고 각자 솔로 활동을 계속 하면서도 리버틴스 공연도 틈틈이 하고 있다.

## 음반 목록
- Up the Bracket (2002)
- The Libertines (2004)
- Anthems For Doomed Youth (2015)